# シンマナサック・スタジアム
シンマナサック・スタジアムは、タイのパトゥムターニー県にあるムエタイ専用の競技施設（国際式ボクシングも実施）。収容人数は1000人未満。ランシット・インターナショナルボクシングスタジアムとは協力関係にある。支配人であり、シリモンコン・シンワンチャーの実父であるマノップ・シンマナサックが興行主を務める。基本的には入場料無料であり、スポンサー収入で運営をまかなっている。